# Natalia Leite
Natalia Leite, née à São Paulo au Brésil, est une scénariste, réalisatrice, productrice et actrice américano-brésilienne

## Biographie
Natalia Leite réalise et produit régulièrement ses films en duo avec sa partenaire, Alexandra Roxo, sous le nom de leur compagnie de production Purple Milk.

## Filmographie
| année     | film                                       | scénariste | réalisatrice | productrice | actrice | notes           |
| --------- | ------------------------------------------ | ---------- | ------------ | ----------- | ------- | --------------- |
| 2009      | Dash                                       | Oui        | Oui          | Oui         |         | court métrage   |
| 2009      | For the Next 7 Generations                 |            |              | Oui         |         | documentaire    |
| 2011      | Baby Steps                                 | Oui        | Oui          | Oui         |         | court métrage   |
| 2011      | Better Than Nothing                        |            |              | Oui         |         | court métrage   |
| 2012      | The Game                                   | Oui        | Oui          | Oui         |         | court métrage   |
| 2013      | Fall and Winter                            |            |              | Oui         |         | documentaire    |
| 2014      | Every Woman: Life as a Truck Stop Stripper |            | Oui          |             |         | documentaire    |
| 2015      | Bare                                       | Oui        | Oui          | Oui         |         | long métrage    |
| 2015      | Serrano Shoots Cuba                        |            | Oui          |             |         | documentaire    |
| 2014-2016 | Be Here Nowish                             | Oui        | Oui          | Oui         | Nina    | série télévisée |
| 2016      | Jo Cool                                    |            | Oui          |             |         | court métrage   |
| 2017      | M.F.A.                                     |            | Oui          |             |         | long métrage    |